# Governo Philippe I
Il  primo governo Philippe è stato il quarantesimo governo della Quinta Repubblica francese. Il governo è stato il primo varato da Emmanuel Macron, in seguito alla sua vittoria alle elezioni presidenziali del 2017. Dopo la nomina a Primo ministro del sindaco di Le Havre Édouard Philippe, il 17 maggio viene comunicata la composizione del governo.
Come da prassi, il Presidente francese, all'indomani della sua elezione nomina un governo a lui "vicino" (anche se questo non ha ancora una maggioranza all'Assemblea Nazionale) e dopo le elezioni legislative il governo si dimette per essere riformato all'indomani delle elezioni legislative.

## Composizione
LaREM
     DVD
     DVG
     PS
     Indipendenti
     MoDem
     PRG 
     LR
| Funzione                                                               | Titolare | Titolare | Titolare             | Partito      |
| ---------------------------------------------------------------------- | -------- | -------- | -------------------- | ------------ |
| Primo ministro                                                         |          |          | Édouard Philippe     | DVD (ex LR)  |
| Ministri                                                               |          |          |                      |              |
| Interno                                                                |          |          | Gérard Collomb       | PS           |
| Transizione ecologica e solidale                                       |          |          | Nicolas Hulot        | Indipendente |
| Giustizia                                                              |          |          | François Bayrou      | MoDem        |
| Difesa                                                                 |          |          | Sylvie Goulard       | LaREM        |
| Europa e affari esteri                                                 |          |          | Jean-Yves Le Drian   | PS           |
| Coesione dei territorie relazioni con le collettività territoriali     |          |          | Richard Ferrand      | LaREM        |
| Solidarietà e Sanità                                                   |          |          | Agnès Buzyn          | DVG          |
| Cultura                                                                |          |          | Françoise Nyssen     | DVG          |
| Economia e finanze                                                     |          |          | Bruno Le Maire       | LR           |
| Lavoro                                                                 |          |          | Muriel Pénicaud      | DVG          |
| Educazione nazionale e gioventù                                        |          |          | Jean-Michel Blanquer | DVD          |
| Agricoltura e alimentazione                                            |          |          | Jacques Mézard       | PRG          |
| Conti pubblici                                                         |          |          | Gérald Darmanin      | LR           |
| Insegnamento superiore, ricerca e innovazione                          |          |          | Frédérique Vidal     | DVG          |
| Oltremare                                                              |          |          | Annick Girardin      | PRG          |
| Sport                                                                  |          |          | Laura Flessel        | Indipendente |
| Ministri delegati                                                      |          |          |                      |              |
| Trasporti (presso il Ministero della transizione ecologica e solidale) |          |          | Élisabeth Borne      | LaREM        |
| Affari europei (presso il Ministero dell'Europa e degli affari esteri) |          |          | Marielle de Sarnez   | MoDem        |

### Segretari di Stato
| Carica                                                                       | Titolare | Titolare | Titolare            | Partito |
| ---------------------------------------------------------------------------- | -------- | -------- | ------------------- | ------- |
| Relazioni con il Parlamento Portavoce del Governo (presso il Primo ministro) |          |          | Christophe Castaner | LaREM   |
| Uguaglianza tra donne e uomini (presso il Primo ministro)                    |          |          | Marlène Schiappa    | LaREM   |
| Disabili (presso il Primo ministro)                                          |          |          | Sophie Cluzel       | LaREM   |
| Digitale (presso il Primo ministro)                                          |          |          | Mounir Mahjoubi     | LaREM   |